# Angelo Beltempo
Angelo Beltempo (Giovinazzo, 18 settembre 1957 – 7 luglio 2017) è stato un hockeista su pista e allenatore di hockey su pista italiano.

## Palmarès

### Giocatore
- Coppa Italia: 1

Amatori Lodi: 1978